# Femminella

Le femminelle, di solito due, sono le parti femmine del sistema a cardine che consente al timone di una barca a vela, solitamente una deriva, di girare.
Possono essere fissate allo specchio di poppa della barca, in posizione centrale e simmetrica, una sopra all'altra. Inserendovi gli agugliotti (una tipologia specifica di perni), che vengono fissati alla pala del timone, consentono a quest'ultima di ruotare e di dare direzione alla barca. È possibile che le femminelle siano solidali al timone, invece che allo specchio di poppa: in questo caso gli agugliotti saranno fissati allo specchio di poppa, ed il meccanismo di rotazione sarà lo stesso. 
Questo sistema consente anche di sfilare il timone dalla sua sede in caso di rimessaggio della barca a terra. Le femminelle, come anche gli agugliotti, sono costruite in acciaio, ma a volte per la loro realizzazione possono essere adoperati altri materiali come il nylon, la fibra di vetro o la fibra di carbonio.